# 郭正鋼
郭 正鋼（かく せいこう、グオ・ヂェンガン、1970年1月 - ）は、中華人民共和国の軍人。元浙江省軍区副政委。最終階級は少将。

## 経歴
1970年1月に陝西省礼泉県に生まれる。父は蘭州軍区司令員、第一副総参謀長、中国共産党中央政治局委員、党中央軍事委員会第一副主席を歴任した郭伯雄。浙江舟山警備区政委、浙江省双擁領導小組辦公室主任、浙江省軍区政治部副主任（正師職）、浙江省軍区政治部主任を歴任する。2010年、大校軍銜に昇格。2015年1月、少将軍銜に昇格。
2015年2月郭正鋼を収賄容疑で立件。郭の妻、呉芳芳もその直後に拘束された。

## 家族
- 父：郭伯雄
- 妻：呉芳芳